# Lisa Simpson
Lisa Marie Simpson es un personaje de la serie de televisión de dibujos animados Los Simpson. Es la hija mediana de Homer y Marge Simpson y hermana de Bart y Maggie. Goza de notable protagonismo y complejidad en la serie.
Lisa fue concebida por el caricaturista Matt Groening y debutó en la televisión el 19 de abril de 1987, en el cortometraje de dibujos animados titulado Good Night del programa de variedades El show de Tracey Ullman.
Yeardley Smith presta su voz para Lisa (y ocasionalmente a otros personajes de la serie) en la versión original de Estados Unidos. En la versión española, el personaje es doblado por Isatxa Mengíbar. En el doblaje hispanoamericano fue interpretada por la actriz de doblaje Patricia Acevedo hasta el final de la decimoquinta temporada, y debido a problemas con la empresa de doblaje y con la Fox, fue reemplazada por Nallely Solís desde la temporada 16 hasta la temporada 31, y a partir de la temporada 27 hasta la temporada 31 las canciones fueron interpretadas por Maggie Vera. Sin embargo, 17 años después del conflicto, la actriz de doblaje Patricia Acevedo retoma la voz de Lisa Simpson a partir de la Temporada 32.

## Papel enLos Simpson
Lisa Simpson desempeña las funciones cotidianas de una niña de su edad, como son ir al colegio y realizar algunas tareas en su hogar. No obstante, cuenta con la ventaja de ser superdotada, algo corroborado por el psicólogo del colegio en el capítulo Lisa's Sax. Esto hace que su rendimiento escolar sea elevado y tenga intereses peculiares con respecto a otros compañeros del colegio, como son sus actividades de voluntariado y su afición a la lectura y al estudio. Sus dos roles principales en la serie consisten en plantear los problemas típicos que conlleva la convivencia de dos hermanos de diferente sexo con apenas dos años de diferencia y en cuestionar los valores del mundo adulto. Los guionistas de la serie aprovechan la presencia de este personaje no solo para desarrollar capítulos con tramas de contenido ecologista e idealista, sino también para denunciar el trato humano hacia la naturaleza y criticar las inconsistencias o injusticias de las ideologías y religiones occidentales.
Como elemento racional de la serie, a veces Lisa parece consciente del soporte ficticio en el que transcurre parte de la vida de su familia. Estos recursos los usan los guionistas como fuente de humor y para hacer guiños a los fanáticos más críticos y exigentes, pero normalmente suelen ser salvados de alguna manera integrándolos con comentarios ingeniosos sobre la misma realidad ficticia. Lisa es la más reacia a pronunciar coletillas, ya que lo considera como un ardid publicitario o comercial, asunto con el que está en contra debido a su ideología anticapitalista. Inicialmente una cristiana devota, posteriormente se ha presentado varias veces como budista y en algunas ocasiones como una escéptica, es liberal y demócrata, es vegetariana; representa los ideales de los demócratas.

## Biografía
El hecho de que Marge quedara embarazada de Lisa supuso que la familia se mudara de un piso en el centro de Springfield a una casa de dos plantas unifamiliar a las afueras. Esto provocó que el matrimonio tuviera que mantener a sus dos hijos con un presupuesto bastante ajustado. Por ello, aunque Lisa mostró de pequeña cualidades de superdotada, se tuvo que conformar con aprender a tocar el saxofón a una temprana edad para dar salida a su desarrollo intelectual. Sin embargo, el comportamiento de su hermano Bart hizo que sus padres le prestaran más atención a él que a ella, teniendo que desarrollar forzadamente una autosuficiencia con apenas un año de vida. En cualquier caso, la primera palabra de Lisa fue el nombre de su hermano y a raíz de esto Bart se mostró más protector con ella, con esporádicas muestras de cariño.

### Vida cotidiana
Lisa es, en el tiempo actual de la serie, una sobresaliente estudiante de primaria. A veces no se relaciona con los niños de la escuela y eso hace que de algún modo ella se concentre más en el estudio y la lectura que en salidas. Le encanta leer, escribir sus pensamientos más profundos en un diario y hacer tareas escolares casi de nivel universitario.
Utiliza su tiempo libre para realizar actividades de voluntariado y obras sociales, en las cuales suele involucrar a sus familiares más cercanos. Conecta con el yoga, es budista cercana a la escuela Vajrayana y le guste meditar, así como honrar al Dalái lama. Los fines de semana los dedica a hacer salidas con su familia y, cuando le toca elegir qué tipo de actividad realizar, siempre suele ser de naturaleza intelectual o ecologista (como ir a museos, reservas naturales o de pícnic), cosa que disgusta o aburre al resto de su familia. A veces ha abdicado en favor de pasatiempos que prefieran los miembros de la familia, como una manera de conectar con ellos. Acostumbra a dedicarle desinteresadamente mucho tiempo a su madre, mientras que tiene que llamar la atención de su padre, quien tiende a ignorarla o hacerle caso por obligación. Suele pelearse con Bart, quien a menudo la llama "Lis" como muestra de afecto, pero a pesar de todo comparten muchas cosas juntos, y uno de los principales hobbies de los dos cuando se juntan es resolver los problemas de sus amigos o conocidos.

## Personaje
Lisa es una niña de 8 años lista, curiosa y ambiciosa y demuestra ser el miembro de la familia con más conocimiento intelectual, sobre todo en ámbitos académicos. Lisa valora su integridad, pero es sumamente competitiva, teniendo un continuo afán de superarse. A pesar de su rebelión contra las normalidades sociales, suele pecar de vanidosa, egoísta, creída, superficial, rebelde o arrogante. Aún con su intelecto, Lisa ha recibido, al igual que Bart, detenciones y castigos un gran número de veces, generalmente por su actitud rebelde y asocial, que es capaz de avergonzar profundamente a figuras de autoridad al mostrarles los errores que cometen. A su joven edad, desarrolla una rectitud moral que cree que es apropiada para todo el mundo y la predica e inculca, no con mucho éxito entre la sociedad de escasa ética con la que convive. Por esto, es con su madre con quien mejor conecta, aunque Marge está mucho más escarmentada y resignada que Lisa debido a su edad y larga experiencia en el mundo real. En el episodio Mother Simpson se comprueba que Lisa ha sacado gran parte de su intelecto y comportamiento de su abuela, Mona Simpson, ya que ambas mantienen charlas con un nivel léxico elevado y se mueven en una línea activista. Además de esto, en el episodio Lisa the Simpson, el abuelo Simpson le habla a Lisa de "los genes de los Simpson" que harían que su cerebro perdiera inteligencia hasta quedar al nivel de su padre y su hermano. Para negar tal afirmación, Homer llama a todos los Simpson de los alrededores, y se descubre que "el gen Simpson defectuoso" solo afectaba al cromosoma Y, por lo que las mujeres Simpson salían adelante en su inteligencia.
A pesar de su ambición de querer madurar antes de tiempo, Lisa es una niña de ocho años. Como tal, a menudo sus ganas de jugar, holgazanear y regañar a sus hermanos o a mascotas vencen su sensatez. Lisa es muy sensible, susceptible y emocional, por lo que no es raro que a veces se enfade o caiga en depresiones ante su incomprensión de la crudeza del mundo que le rodea. Tiene una alta percepción de sí misma y puede reaccionar negativamente cuando se siente superada incluso por sus propios hermanos. Es una amante de la música jazz, por lo que toca el saxofón barítono y en ocasiones la guitarra. En cambio, se muestra menos abierta con las actividades físicas y deportivas. En su búsqueda de la conexión con la naturaleza, Lisa se ha vuelto vegetariana, ecologista, activista y budista. Es muy enamoradiza, especialmente de los chicos que piensan como ella y, en caso contrario, los intentaría reformar cuando les encuentra algún extraño atractivo. También cabe destacar su gran afición por los ponis, además de su deseo de tener uno.
Lisa tiene el cuerpo de una niña normal y corriente de ocho años, aunque lo ha hecho pasar por el de una deportista adolescente que no lo ha podido desarrollar del todo debido a que practica gimnasia rítmica. Tiene el pelo rubio distribuido en puntas alrededor de su cabeza y se ha dado a entender que sus ojos son azules (aunque en pantalla solo se ven dos puntos negros). Siempre lleva un vestido de una pieza roja acabado en puntas, un distintivo collar de perlas blanco y unos zapatos también rojos. También se le ha visto con su traje de los domingos e indumentaria variada según las exigencias de cada capítulo.

### Creación

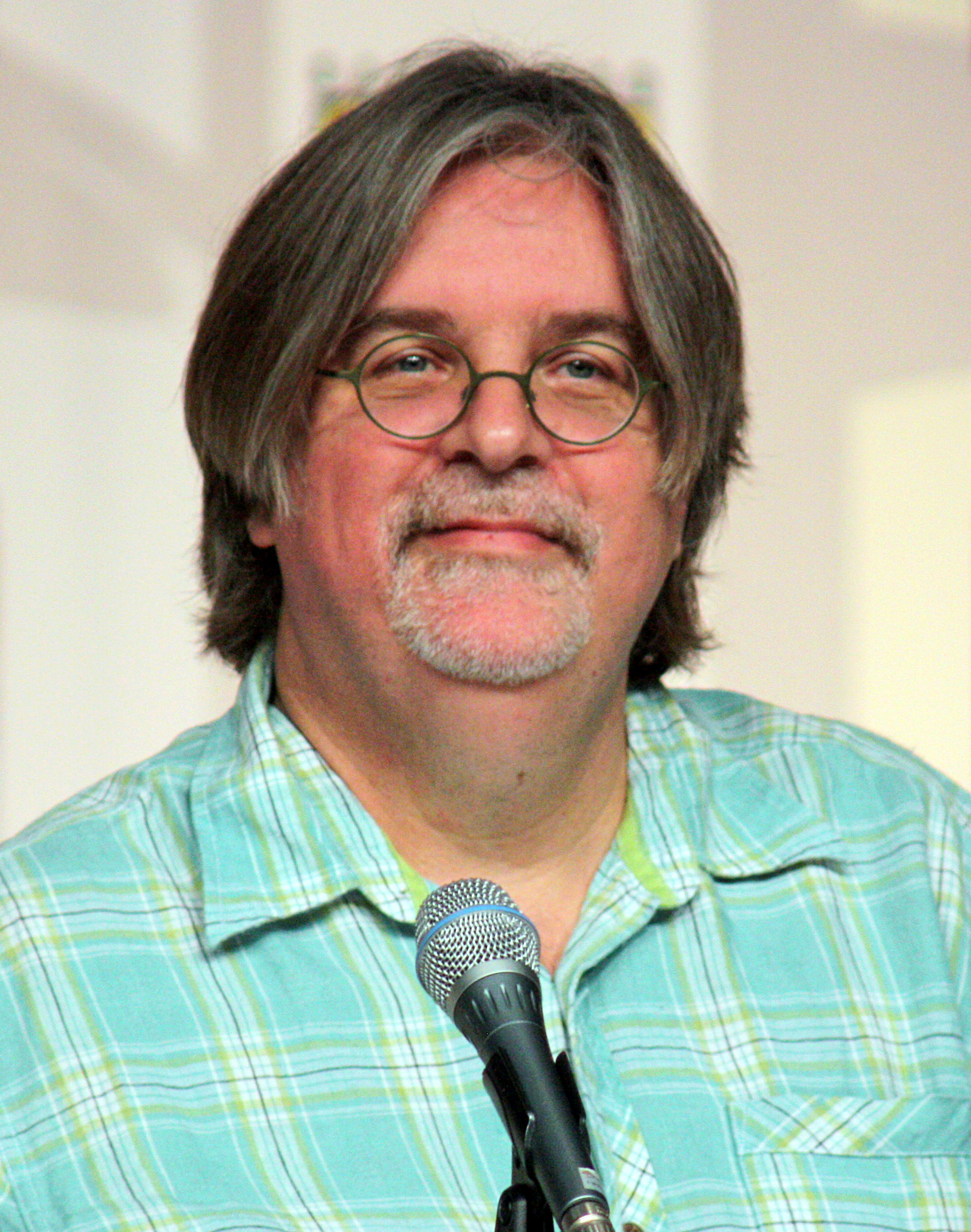
Matt Groening, creador de Los Simpson.

Matt Groening tuvo la idea de la familia Simpson por primera vez en la antesala de la oficina de James L. Brooks. Había sido convocado para crear una serie de cortos animados, basados en su tira cómica Life in Hell. Cuando se dio cuenta de que para animar Life in Hell debía renunciar a los derechos de autor por el trabajo de toda su vida, Groening decidió crear algo diferente. En unos minutos, diseñó su visión de una familia disfuncional y nombró a los personajes como los miembros de su propia familia, siendo Lisa el nombre de una de sus hermanas. Lisa apareció por primera vez, con el resto de la familia Simpson, el 19 de abril de 1987 en el corto Good Night, emitido en The Tracey Ullman Show.
Groening diseñó los protagonistas principales con siluetas y características exclusivas, para que destacaran sobre los otros personajes de la serie. Lisa y Maggie son las únicas que tienen el pelo en puntas alrededor de la cabeza, que se proyecta directamente de la cabeza sin trazas separatorias. El vestidito de Lisa difiere al de Marge en cuanto a que acaba en puntas y su collar y pendientes de perlas son blancos en vez de rojos. Estos complementos, como en Marge, están inspirados en Vilma Picapiedra, mientras que su indumentaria recuerda a la de Pedro.

### Desarrollo
Lisa es probablemente el personaje más complejo y que más ha cambiado en la serie. Inicialmente, Lisa perpetuaba el papel que había desempeñado en los cortos del Tracey Ullman Show: era una "versión femenina de Bart" y era igual de traviesa. En las primeras temporadas Lisa tenía intereses tan infantiles como los de Bart, tales como cómics, hacer travesuras y actividades más orientadas a niñas como jugar con su muñeca Stacy Malibu, pero también empezaron a esbozar su personalidad sensible e inteligente con episodios como Moaning Lisa o Krusty Gets Busted. Enseguida, su inteligencia y sensibilidad se entremezclaron con sus intereses pueriles, y Lisa ha ido desarrollando cierta consciencia ecológica, una mentalidad feminista y una ideología basada en éticas orientales. Pero a pesar de ser usualmente la voz de la razón y la moral, ella también tiene una gran cantidad de defectos. Su presencia en la serie intercala su vertiente infantil con la más responsable, idealista o inteligente según las exigencias de cada episodio. La última es la que ha ganado en complejidad, así como se le dedican episodios en los que Lisa se enfrenta a la realidad del mundo debido a sus convicciones morales, donde en ocasiones ella también aprende importantes lecciones.

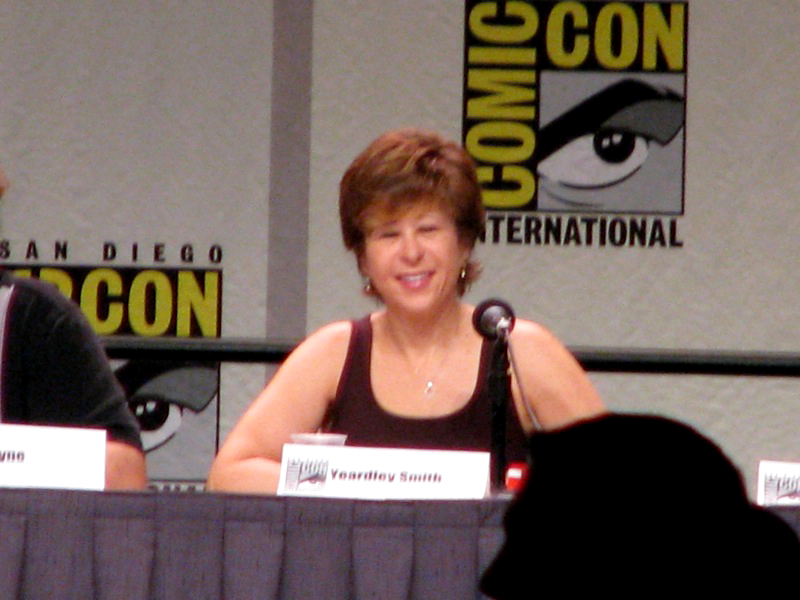
La actriz de voz Yeardley Smith interpreta la voz de Lisa.

### Voz y doblaje
Nancy Cartwright originalmente audicionó para realizar la voz de Lisa, pero pronto le dijeron que su voz sería más adecuada para Bart. Yeardley Smith se había presentado en la audición inicialmente para grabar la voz de Bart, pero la directora del casting, Bonita Pietila, creyó que su voz era muy aguda, por lo que le dio el papel de Lisa. Sin embargo, para interpretar la voz, Smith sube un poco el tono de la suya. En España, el doblaje es realizado por Isacha Mengibar, mientras que en Hispanoamérica el trabajo era realizado por la mexicana Patricia Acevedo hasta la decimosexta temporada, cuando fue sustituida por Nallely Solís hasta la Temporada 31.

## Influencia cultural
En 2001, el personaje de Lisa recibió un premio especial del "Tablero de Directores de Compromiso en Curso" en la entrega de premios Environmental Media. Lisa the Vegetarian, un episodio de la séptima temporada, ganó un premio Environmental Media por "Mejor Episodio de Comedia en Televisión" y un Premio Génesis por "Mejor Comedia en Televisión, Compromiso con la Sociedad". Lisa fue también incluida en la lista de "Mejores Personajes de Caricatura de Todos los Tiempos" de TV Guide junto a Bart, ocupando el undécimo puesto.
En Japón, los encargados de la emisión de la serie descubrieron que podrían modificar el desagrado de los japoneses hacia el programa focalizando la atención en Lisa. Las buenas intenciones de Lisa serían la voz de la razón y de la bondad en su familia y su ciudad, haciendo a la serie más adecuada para el gusto de los ciudadanos. En un homenaje preparado por Antena 3 para conmemorar el 20 aniversario de la serie en la cadena, el Líder de la Oposición en España en ese momento, Mariano Rajoy, declaró que "ella tiene valores y además tiene futuro".